# Rockets (Simple Minds)
Rockets è un singolo del gruppo musicale britannico Simple Minds, il primo estratto dall'album Graffiti Soul nel 2009.

## Classifiche
| Classifica (2009) | Posizione massima |
| ----------------- | ----------------- |
| Italia            | 44                |